# 八幡神社 (東京都府中市若松町)
八幡神社（はちまんじんじゃ）は、東京都府中市の神社。

## 歴史
創建年代は不明である。ただ別当寺の常久寺の最古の記録が1422年（応永29年）であることから、それ以降に創建されたものと推測される。かつては多摩川沿いの同市小柳町に位置していたが、多摩川の水害により、現在地に移転した。
明治初期の神仏分離により、常久寺の別当寺の任は解かれている。しかしそれでも常久寺は当社の隣に位置していた。昭和末期に、常久寺は当社のそばを離れて現在地に移転した。

## 境内社
- 稲荷神社

## 交通アクセス
- 多磨霊園駅より徒歩9分。